# 中條功
中條 功（なかじょう いさお、1951年4月27日 - ）は、日本の銀行家。長野銀行代表取締役頭取、同行取締役会長、長野県経営者協会副会長等を歴任。

## 人物・経歴
長野県出身。1975年東京都立大学 (1949-2011)経済学部卒業、長野銀行入行。2002年総務部長。2003年取締役総務部長委嘱に昇格。2004年取締役審査部長委嘱。2007年常務取締役総合企画部長委嘱。2010年から代表取締役頭取を務め、低金利が続く中、
支店の収益性低下への対応を進めるなどした。2019年取締役会長。この間、長野県経営者協会副会長等も務めた。
2021年春、旭日小綬章受章。